# Тенби
Тѐнби (на английски: Tenby; на уелски: Dinbych-y-pysgod, Дѝнбих ъ Пъ̀сгод) е град в Югозападен Уелс, графство Пембрукшър. Разположен е на брега на залива Кармартън Бей към Бристълския канал на около 130 km на северозапад от столицата Кардиф. На около 30 km на северозапад от Тенби се намира главният административен център на графството Хавърфордуест. Първите сведения за Тенби като селище датират от 11 век. Има пристанище и жп гара. Морски курорт. Населението му е 4933 жители според данни от преброяването през 2001 г.